# Kapca
Kapca (mađarski: Kapca) je naselje u slovenskoj Općini Lendavi. Kapca se nalazi u pokrajini Prekomurju i statističkoj regiji Pomurju. 

## Stanovništvo
Prema popisu stanovništva iz 2002. godine naselje je imalo 450 stanovnika.